# سیدبنه (هوراند)
سیدبنه یکی از روستاهای استان آذربایجان شرقی است که در دهستان دیکله بخش مرکزی شهرستان هوراند واقع شده‌است. این روستا ۲۲ نفر جمعیت دارد.